# غشائية وردية لعابية
غشائية وردية لعابية (الاسم العلمي: Hymenobacter roseosalivarius) هي نوع من البكتيريا، سلبية الغرام، تتبع جنس غشائية.